# Straddling-checkerboardcijfer
Het Straddling checkerboard of spreidend schaakbord is een van de klassieke handcijfers, die in de cryptografie worden gebruikt. Het werd tijdens de Spaanse Burgeroorlog gebruikt. Dit cijfer is een combinatie van monoalfabetische substitutieversleuteling en fractionering.
Er wordt bij het versleutelen een tabel gebruikt met tien kolommen en drie rijen. De eerste rij mag alleen 8 letters bevatten. Aangezien er 28 plaatsen moeten worden gevuld, kunnen de laatste twee plaatsen met een punt en een slash worden aangevuld. Als bovendien in de bovenste rij van de tabel de meest voorkomende letters geplaatst worden is het cijfer beter bestand tegen frequentieanalyse door het onderdrukken van pieken in de frequentietabel en kunnen we spreken van een homofoon cijfer. De meest voorkomende letters in het Nederlands staan in ANTIROES(T), de T staat er alleen als ezelsbruggetje.
Men kan een vast alfabet gebruiken en de nummering van de tabel bepalen aan de hand van een sleutelwoord, of een tabel gebruiken met vaste nummering en het alfabet invullen aan de hand van een sleutelwoord. In ons voorbeeld passen we de eerste methode toe. We gebruiken in de eerste rij het woord ANTIROES(T) en vullen de tweede en derde rij alfabetisch aan. De sleutel is weer een sleutelwoord. We nemen de eerste 10 letters van het sleutelwoord UBOOTJAGER en nummeren deze alfabetisch, met 0 als laatste getal.
```
U B O O T J A G E R
0 2 6 7 9 5 1 4 3 8
```

Met de verkregen getallen nummeren we de kolommen van de tabel. De getallen die in de eerste rij geen letter hebben worden ook gebruikt om de tweede en derde rij te nummeren.
```
  | 0 2 6 7 9 5 1 4 3 8
--+--------------------
  | A N T I R O E S
3 | B C D F G H J K L M
8 | P Q U V W X Y Z . /
```

Als bijkomende veiligheid kunnen we eventueel de tweede en derde rij laten verschuiven volgens het getal van die rij. De tweede rij, met het getal 3, zou dan K L M B C D F G H J worden en de derde rij zouden we dan 8 plaatsen verschuiven naar U V W X Y Z . / P Q. Voordeel van deze methode bij een vast alfabet is dat het niet steeds dezelfde lettercombinaties per kolom bevat. We verschuiven in ons voorbeeld de rijen niet om de alfabetische aanvulling duidelijk te maken.
Het versleutelen gebeurt door omzetting van de letters naar de getallen van de rij en kolom. Voor de letters in de bovenste rij wordt echter het getal erboven genomen. Zo krijgt in ons voorbeeld de letter D de getallen 36 en krijgt de letter T alleen het getal 6.
```
Klare tekst: dit is zeer geheim
Cijfertekst: 36 7 6 7 4 84 1 1 9 39 1 35 1 7 38
```

Aangezien onbestaande combinaties bij het ontsleutelen niet kunnen worden gevormd, kunnen alle getallen worden samengevoegd. Zo kan in ons voorbeeld 36767... de eerste 3 niet alleen worden gebruikt, dus moet wel aan de 6 worden gekoppeld. Het volgende getal 7 is een alleenstaand getal want er is geen rij met het nummer 7. Het is deze voor Straddling Checkerboard typische onregelmatige nummering die cryptoanalyse moeilijk maakt.
```
Cijfertekst: 36767 48411 93913 51738
```

Het resultaat van deze versleuteling wordt meestal gevolgd door een bijkomende versleuteling zoals een dubbele transpositie, uitgevoerd op de getallenrij. Dit verhoogt de sterkte van het cijfer aanzienlijk.
Een beroemde variant is het VIC-cijfer. Bij dit cijfer initialiseert het sleutelwoord een LFG, een Lagged Fibonacci Generator. De gegenereerde getallenreeks wordt gebruikt om eerst een gewone en daarna een onderbroken transpositie te nummeren. Het VIC cijfer werd gebruikt door VICTOR, de Russische spion Reino Hayhanen. De met VIC versleutelde berichten bleven ongebroken tot Häyhänen in 1957 overliep naar het westen. Het VIC-cijfer wordt beschouwd als het meest complexe handcijfer dat ooit werd gebruikt. Andere cijfers die een uitgebreid checkerboard met dubbele onderbroken transpositie gebruiken zijn PPC-XX en SeCOM.
ADFGX · Autoclave · Atbash · Baconalfabet · Bifid · Caesarcijfer · Dubbele transpositie · One-time pad · Paardensprongcijfer · Playfair · Polybiusvierkant · Rozenkruisersgeheimschrift · Scytale · Straddling checkerboard · Substitutie · Transpositie · Trifid · Vigenère